# Галл Анонім
Ґалл Анонім (пол. Gall Anonim, лат. Gallus Anonymus; кінець XI — початок XII ст.) — автор найстарішої польської хроніки, написаної латинською мовою. Походження Галла Аноніма продовжує бути предметом наукових суперечок. Зокрема, неясно, чи указує ім'я Ґалл на французьке походження, чи працював він раніше в Угорщині.
Хроніка Ґалла Аноніма складається з трьох книг і охоплює історію Польщі до 1113 року, період, практично синхронний описуваному в руській «Повісті минулих літ» і «Чеській хроніці» Козьми Празького, дає в цілому достовірний її виклад, є одним з найбагатших та найцінніших джерел.
Хроніка послужила джерелом для подальшої польської середньовічної і нової історіографії. Зокрема, на історіографічній концепції Ґалла ґрунтувалася польська ідеологія «золотої вільності», яка характеризує Річ Посполиту, чиї королі були вибрані та покорялися Сейму.
Вперше видана 1749 року.